# 23-я флотилия кригсмарине
23-я флотилия подводных лодок кригсмарине — подразделение военно-морского флота нацистской Германии.

## История
Изначально 23-я флотилия была создана в сентябре 1941 года с базой в греческом Саламине для атак против судоходства союзников в восточной части средиземноморья. Командующим флотилией стал капитан-лейтенант Фриц Фрауэнхайм. Состоящая из девяти лодок флотилия оказалось слишком мала, поэтому в августе 1942 года флотилия была расформирована, а лодки переданы в 29-ю флотилию.
Через полгода после расформирования была создана новая 23-я флотилия, уже как учебное подразделение на Балтике с базой в Данциге. Командиром стал корветтен-капитан Отто фон Бюлов. Задачей флотилии была подготовка командиров-подводников. Фон Бюлов и другие опытные подводники, служившие во флотилии инструкторами, старались передать как можно больше опыта молодым командирам, пытаясь предусмотреть все возможные нештатные ситуации и научить подводников их предотвращать.
Окончательно 23-я флотилия была расформирована в марте 1945 года.

## Состав
В состав боевой 23-й флотилии входили 9 подводных лодок:
| Тип  | Количество | Представители                                |
| ---- | ---------- | -------------------------------------------- |
| VIIB | 2          | U-75, U-83                                   |
| VIIC | 7          | U-77, U-79, U-97, U-133, U-331, U-371, U-559 |

К учебной 23-й флотилии были приписаны 11 подводных лодок:
| Тип  | Количество | Представители                                               |
| ---- | ---------- | ----------------------------------------------------------- |
| VIIA | 1          | U-29                                                        |
| VIIB | 1          | U-52                                                        |
| VIIC | 9          | U-80, U-97, U-133, U-704, U-903, U-904, U-922, U-923, U-975 |